# Plinia (botanica)
Plinia (Plum. ex L., 1753) è un genere di piante appartenente alla famiglia delle Myrtaceae, diffuso in America centrale e meridionale.

## Tassonomia
All'interno del genere Plinia sono incluse le seguenti 79 specie:
- Plinia abeggii (Urb. & Ekman) Urb.
- Plinia ambivalens M.C.Souza & Sobral
- Plinia anonyma Sobral
- Plinia arenicola Urquiola & Z.Acosta
- Plinia asa-grayi (Krug & Urb.) Urb.
- Plinia baracoensis Borhidi
- Plinia bissei Z.Acosta & Urquiola
- Plinia brachybotrya (D.Legrand) Sobral
- Plinia callosa Sobral
- Plinia caricensis Urb.
- Plinia cauliflora (Mart.) Kausel
- Plinia cerrocampanensis Barrie
- Plinia cidrensis Urb.
- Plinia clausa McVaugh
- Plinia coclensis Barrie
- Plinia complanata M.L.Kawas. & B.Holst
- Plinia cordifolia (D.Legrand) Sobral
- Plinia coronata (Mattos) Mattos
- Plinia costata Amshoff
- Plinia cubensis (Griseb.) Urb.
- Plinia cuspidata Gómez-Laur. & Valverde
- Plinia darienensis Barrie
- Plinia delicata Antunes, Salimena & Sobral
- Plinia dermatodes Urb.
- Plinia duplipilosa McVaugh
- Plinia edulis (Vell.) Sobral
- Plinia ekmaniana Urb.
- Plinia espinhacensis Sobral
- Plinia formosa Urb.
- Plinia gentryi Barrie
- Plinia grandifolia (Mattos) Sobral
- Plinia guanacastensis Barrie
- Plinia hatschbachii (Mattos) Sobral
- Plinia humaitana M.A.D.Souza & Sobral
- Plinia icardiana Urb.
- Plinia ilhensis G.M.Barroso
- Plinia inflata McVaugh
- Plinia involucrata (O.Berg) McVaugh
- Plinia langsdorffii (O.Berg) Sobral & M.C.Souza
- Plinia longa Sobral & M.C.Souza
- Plinia longiacuminata Sobral
- Plinia martinellii G.M.Barroso & Peron
- Plinia microcycla Urb.
- Plinia moaensis Borhidi
- Plinia moralesii Barrie
- Plinia muricata Sobral
- Plinia nana Sobral
- Plinia nicaraguensis Barrie
- Plinia oblongata (Mattos) Mattos
- Plinia orthoclada Urb.
- Plinia panamensis Barrie
- Plinia pauciflora M.L.Kawas. & B.Holst
- Plinia peroblata (Lundell) Lundell
- Plinia phitrantha (Kiaersk.) Sobral
- Plinia pinnata L.
- Plinia povedae P.E.Sánchez
- Plinia pseudodichasiantha (Kiaersk.) G.M.Barroso ex Sobral
- Plinia pumila (Gardner) M.C.Souza & Sobral
- Plinia punctata Urb.
- Plinia puriscalensis P.E.Sánchez & Q.Jiménez
- Plinia ramosissima (Urb.) Urb.
- Plinia rara Sobral
- Plinia recurvata Urb.
- Plinia renatiana G.M.Barroso & Peixoto
- Plinia rivularis (Cambess.) Rotman
- Plinia rogersiana Mattos
- Plinia rufiflora Sobral & M.A.D.Souza
- Plinia salamancana (Standl.) Barrie
- Plinia salticola McVaugh
- Plinia sebastianopolitana G.M.Barroso
- Plinia silvestris (Vell.) Mazine & Sobral
- Plinia spiciflora (Nees & Mart.) Sobral
- Plinia spirito-sanctensis (Mattos) Mattos
- Plinia stenophylla Urb.
- Plinia subavenia Sobral
- Plinia tapuruquarana M.A.D.Souza & Sobral
- Plinia trunciflora (O.Berg) Kausel
- Plinia valenciana M.L.Kawas. & Á.J.Pérez
- Plinia yasuniana M.L.Kawas. & Á.J.Pérez